# Common Public License
La Common Public License (CPL) è una licenza di software libero pubblicata da IBM.
Le sue condizioni sono state approvate dall'Open Source Initiative e dal Free Software Foundation. Gli scopi dichiarati della CPL sono quelli di incoraggiare e promuovere lo sviluppo open source, pur mantenendo la possibilità di riutilizzare i contenuti sotto un'altra licenza.
La licenza Eclipse Public License (EPL) è una versione leggermente modificata della CPL.
La CPL ha alcune condizioni che la rendono simile alla GNU General Public License, ma  vi sono alcune differenze chiave.  Una differenza chiave è la possibilità di ri-licenziare: si può compilare un Programma pubblicato sotto CPL senza effettuare modifiche e pubblicarlo sotto un'altra licenza, anche proprietaria. Un'altra differenza è una clausola relativa ai brevetti: per evitare che collaboratori  (contributors) malevoli possano introdurre del codice che infrange i loro brevetti per poi potersi rivalere dei diritti (royalty), la CPL prevede che ogni contributor garantisca a tutti i destinatari (recipients) del programma una licenza libera da royalty.    Quest'ultima clausola rende la CPL incompatibile con la GPL, sebbene sia possibile che una futura versione della GPL possa adottare una simile, compatibile, clausola.
Per quanto riguarda il codice sorgente la CPL prevede (come la GPL) che esso sia sempre reso disponibile.
Microsoft ha pubblicato Windows Installer XML (WiX) (uno strumento per sviluppatori), Windows Template Library (WTL) e il motore FlexWiki sotto licenza CPL come progetti Sourceforge.